# Mammoet van Lier

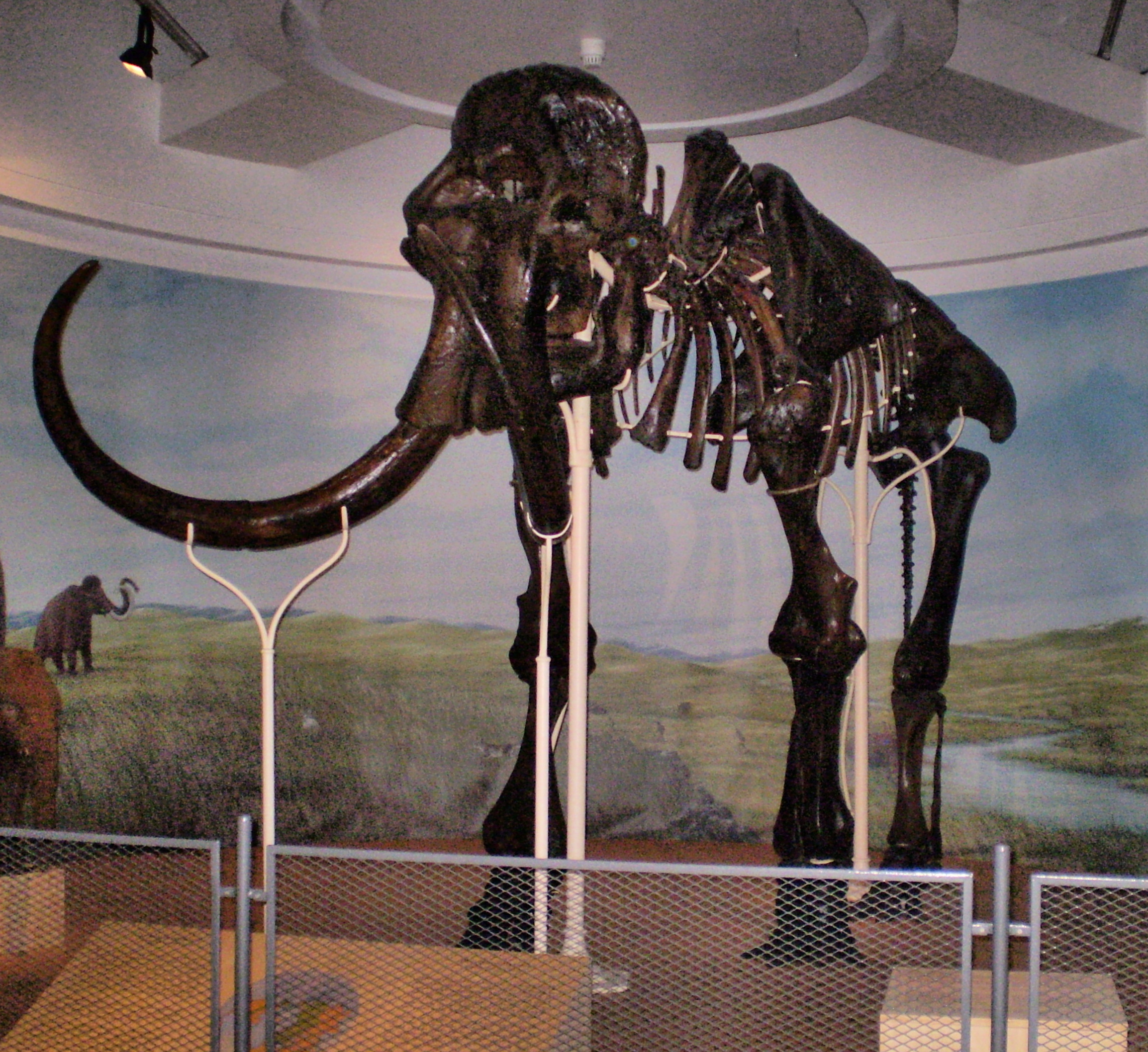
De opstelling van het skelet in het KBIN.

De mammoet van Lier is het skelet van een wolharige mammoet dat in 1860 werd gevonden in de buurt van de Dungelhoeffkazerne, tijdens het graven van de Afleidingsvaart van de Nete.
Het skelet werd opgegraven, gemonteerd en in 1869 voor het eerst aan het publiek getoond. Het was een militaire arts, François-Joseph Scohy, die gestationeerd was in Lier, die het belang van het skelet zag. Het skelet vormde een première voor West-Europa. Alleen het museum van Sint-Petersburg was toen reeds in het bezit van een mammoetskelet. Aangezien het skelet niet volledig is, werden enkele botten nagemaakt in hout.
Het skelet wordt bewaard in het Museum voor Natuurwetenschappen in Brussel. Een replica in 3D-print is sinds 2018 te zien in het Stadsmuseum Lier.